# Escala Superior de Oficiales
El personal del Cuerpo de la Guardia Civil se agrupa en diferentes escalas: Escala Superior de Oficiales, Escala de Oficiales, Escala Facultativa Superior, Escala Facultativa Técnica, Escala de Suboficiales y Escala de Cabos y Guardias, en función de las facultades profesionales asignadas al conjunto de los empleos de cada una de ellas y el grado educativo exigido para la incorporación a las mismas.
La Escala Superior de Oficiales incluye los empleos de Teniente a Teniente General. 

## Acceso a la Escala
Existen dos formas de acceso a la Escala Superior de Oficiales de la Guardia Civil:
- Por ingreso directo, tras superar una oposición, se cursa una primera fase en la Academia General Militar del Ejército de Tierra en Zaragoza (2 años) y una segunda en la Academia de Oficiales de la Guardia Civil de Aranjuez (3 años).

- Por promoción interna, para miembros de la Escala de Oficiales, con al menos dos años de servicios. Se podrán reservar hasta un 20% de las plazas convocadas. Aquellos que cumplan los requisitos exigidos y superen el correspondiente examen pasan directamente a la Academia de Oficiales de Aranjuez donde permanecen tres años.

La enseñanza de formación para la incorporación a la Escala Superior de Oficiales, se corresponde con la educación universitaria de segundo ciclo.